# Шиката га най

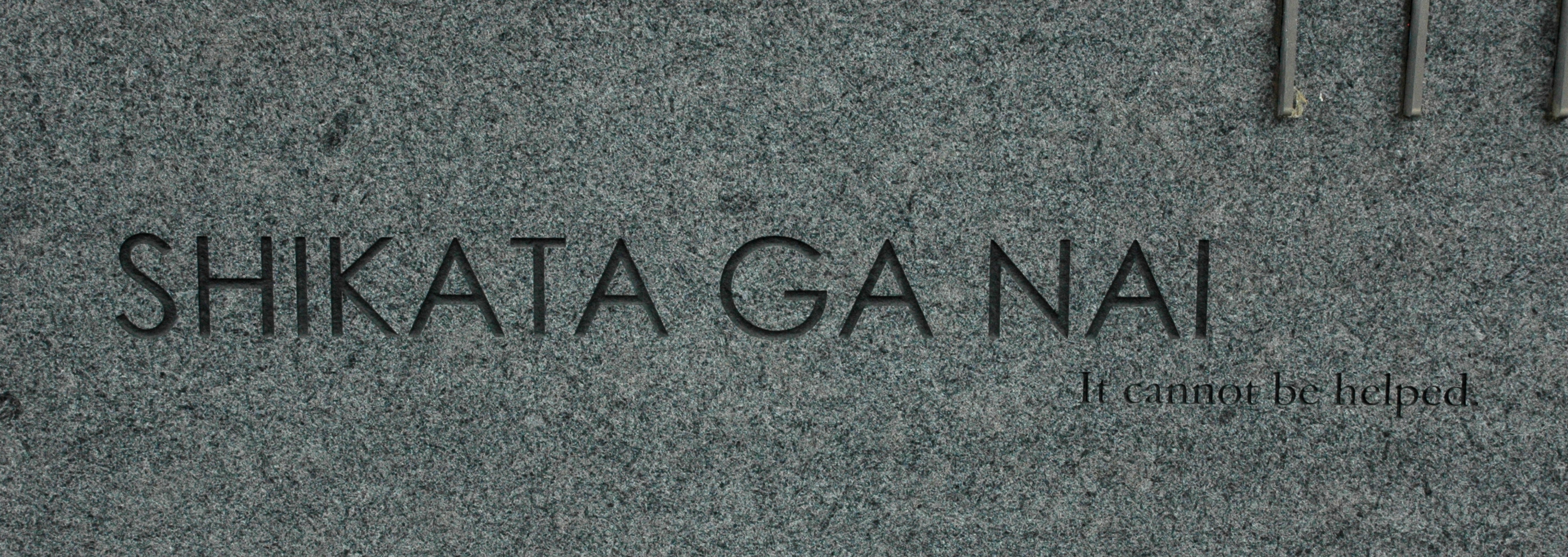
Вислів Шіката ґа най вирізьблений в мармурі.

Шіката ґа най (яп. 仕方が無い, МФА: [ɕi̥kata ɡa nai]) — фразеологічний зворот у японській мові, що в перекладі означає «нічого не поробиш» або «цьому не можна зарадити». Також, з приблизно тим самим значенням використовується вираз Шьо ґа най (яп. しょうがない, МФА: [ɕoː ɡa nai]).

## Значення
Фраза часто використовується багатьма західними авторами, щоб передати здатність японців з гідністю переносити несправедливість чи неминучу трагедію, коли вони не в силах їх уникнути. Історично, фраза використовувалась під час таких ситуацій, як окупація Японії або інтернування японців в США. Найкраще її змальовує епізод на першій пресконференції Імператора Хірохіто у 1975 році. Коли його спитали, що він думає про ядерне бомбардування Хірошіми, він відповів:
|  | Дуже прикро, що атомні бомби були скинуті, і мені шкода жителів Хірошіми. Але цьому не можна було зарадити, тому що це сталося під час війни. |